# 闇市肉酒場
闇市肉酒場（やみいちにくさかば）は、株式会社UFPが運営する焼肉店である。

## 店舗
- 闇市肉酒場 横浜 曙町店 （旧店名：ホルモン道場 輪倶闇市　曙町店）
- 闇市肉酒場 横浜 長者町店 （旧店名：輪倶闇市）、2017年3月31日に閉店
- 闇市肉酒場 川崎店 （旧店名：輪倶闇市）

## 株式会社アバ
旧運営会社の株式会社アバ（フランス語：Abats）は、かつて神奈川県横浜市南区に本社を置く焼肉店「輪倶闇市」（リンクやみいち）や、ホルモン焼き屋「六白金ぼし」などの飲食業を展開していた。

### 展開ブランド
- 輪倶闇市
- 六白金ぼし
- 日本食肉流通センター 恵比寿焼肉部隊

プロデュース店
- 輪倶 さいたま大宮店
- 輪倶御内臓 浜松町店
- 焼肉解体本舗en
- お好み焼き こんたん
- 牛まる

### 沿革
- 1995年12月 - 創業
- 1998年12月 - 株式会社アバ設立
- 1999年2月 - 有限会社闇市倶楽部設立
- 2002年6月 - 株式会社エタンドル設立
- 2002年7月 - 株式会社アバと有限会社闇市倶楽部合併